# الأعلاق النفيسة
الأعلاق النفيسة كتاب لأبي علي أحمد بن عمر بن رسته، كتبه سنة 290هـ في أصبهان. وهو كتاب يمكن اعتباره موسوعة في الجغرافيا وغيرها. اعتمد عليه البكري كثيرا وترجم إلى الروسية والألمانية والفرنسية. لكن نشر منه الجزء السابع فقط.

## منهج الكتاب
يشبه الكتاب الموسوعة، ومنه سبعة مجلدات في تقويم البلدان، وهو يبحث في عجائب السموات ومركز الأرض منها وحجم الأرض، ويصف البحار والأنهار والأقاليم السبعة، وخصوصًا إيران وما يليها، وفيه فصل في الأوائل الذين أحدثوا الأشياء واقتدى بهم سواهم، وآخر في المتشابهين في أحوال شتى والمشتركين في كنية واحدة والمشهورين من ذوي العاهات. وقد استهل فصل الجغرافية الإقليمية بوصف مكة والمدينة، لكنه لم يقتصر على وصف البلاد الإسلامية فقط، بل وصف غيرها من البلدان، وهناك من عد الكتاب « دائرة معارف صغيرة في المعارف التاريخية والجغرافية».

## البكري والأعلاق النفيسة
يمثل ابن رسته وكتابه الاعلاق النفيسة بدون أي شك مصدرا هاما للبكري خاصة في قسمه الأول والفصول المتعلقة بالأرضين والأنهار والبحار والبيوت المعظمة في الجاهلية بمكة والمدينة وأقسام أرنشهر وكذلك وصف بعض جهات الهند وفقرات مرتبطة بأوروبا مثل وصف القسطنطينية ورومة وتعليقات تهم الصقالبة والبلغار. وفي الجملة فإن 60 فقرة تقريبا، نقلها البكري كلها أو في جزء منها عن ابن رسته.

## نسبة الكتاب لابن رسته
ذكر اليان سركيس في معجم المطبوعات، الأعلاق النفيسة ونسبه لابن رسته، وكذلك فعل عمر رضا كحالة في معجم المؤلفين، الذي رغم اعتماده على سركيس إلا أنه ذكر مراجع أخرى. كما أن المستشرق الروسي كولسون نسب له الكتاب رغم إلتباس الاسم عنده، إذ انه ذكره باسم ابن دستة.

## نقد الكتاب
مما يؤخذ على الكتاب تضمنه لأحاديث موضوعة.

## مخطوطات الكتاب
هناك مخطوطة للكتاب في المتحف الريطاني، رقم حفظها 1310، وأخرى في جامعة كامبريدج رقمها 1003. وهما على ما يبدو نسختان عن الجزء السابع من الكتاب.